# Happy Game
Happy Game (с англ. — «Счастливая игра») — приключенческая хоррор-игра, разработанная и выпущенная чешской студией Amanita Design в 2021 году.

## Игровой процесс
Happy Game — игра в жанре point-and-click adventure. В отличие от предыдущих игр Amanita Design, Happy Game выделяется более мрачным тоном и своим уклоном в психологические ужасы. Сами разработчики описали игру термином «психоделический хоррор» из-за наличия в ней ярких цветов и вспышек. Игроку, в роли безымянного мальчика, предстоит пройти три мира (кошмара), решая на своём пути различные головоломки. Также по пути игрок сталкивается с различными существами, которые могут убить его, и поэтому ему часто придётся выполнять свои действия как можно быстрее.

## Сюжет
Главный герой игры, безымянный мальчик, какое-то время играет в своей комнате, после чего он решает пойти спать. Как только мальчик засыпает, он переносится в неизвестное мрачное место, которое наполнено различными атрибутами его жизни. Исследуя это место, мальчик находит мяч и тут же вспоминает один инцидент из своей жизни: как-то раз, когда мальчик играл на площадке, местный хулиган пришёл и отобрал у него его любимый мяч, сильно расстроив его и оставив ему психологическую травму. Продвигаясь дальше по недрам своего сознания, мальчик находит мяч и ловит его, после чего он ненадолго просыпается в настоящем мире с мячом в руках. Неожиданно, мяч начал левитировать, а над кроватью мальчика появилось некое существо с кровавой улыбкой в качестве лица, которое погрузило его обратно в сон.
Второе воспоминание связано с днём, когда мальчик гулял на краю пирса и играл со своим плюшевым кроликом: в один момент, мальчик подскользнулся и уронил кролика в воду, что очень сильно его опечалило. Во втором кошмаре, мальчик оказывается в мире, который населён причудливо выглядящими кроликами. Исследуя данный мир, мальчик натыкается на колокол, позвонив в который появляется огромный кролик-убийца, который съедает всех остальных кроликов в погоне за ним. Отрываясь от монстра, мальчик приходит в место, населённое сердцеобразными человечками. Мальчик решает использовать расположенные здесь гильотины для того, чтобы убить чудовище, которое он вновь вызвал с помощью колокола. Успешно одолев кролика, мальчик оказывается в мире, который населяют смайликоподобные существа. Он находит маску и надевает её на себя, лишь потом осознав, что он не может её снять. Пытаясь избавиться от маски, мальчик также наблюдает за активностями обитателей данного мира, которые варьируются от игры в футбол до концертов оркестра. В конце концов, мальчику удаётся снять с себя маску. В этот момент, на мальчика нападет трёхглавое чудовище, которое утаскивает его под землю. Мальчик, пытаясь выбраться, уничтожает все три сердца монстра, после чего над ним появляется тот самый плюшевый кролик из воспоминаний, который падает к нему в руки. Мальчик снова ненадолго просыпается, однако существо с улыбкой погружает его в очередной сон.
Третье и последнее воспоминание связано с собакой мальчика: гуляя по лесу, мальчик бросает палку собаке, чтобы та её поймала, но собака обратно не прибежала. Не найдя свою собаку, мальчик начинает реветь. В третьем кошмаре, мальчик пробуждается в пустынном постапокалиптическом мире, где он и находит собаку, однако та всё время убегает от него, чтобы показать что-то. Мальчик всё-таки догоняет собаку, но в последний момент она падает в пропасть, куда следом падает и он сам, сталкиваясь с различными чудовищами. Приземлившись на дно, мальчик окончательно просыпается в настоящем мире и радостно выбегает из комнаты, однако в этот момент фон становится мрачным, и на месте, где была кровать, появляется его бездыханное тело, из которого вырывается существо красного цвета. В финальной сцене мальчик в ужасе просыпается в чёрной комнате и обращается непосредственно к игроку, моля о помощи. Напоследок, он рисует на экране смайлик, после чего игра закачивается.

## Разработка и выход
Игра Happy Game была упомянута комьюнити-менеджером студии Лукашем Кунце (чеш. Lukáš Kunce) в качестве нового проекта Amanita Design в интервью, данном в марте 2018 года. Кунце заявил, что игра будет схожа с играми Botanicula и Chuchel, но при этом будет более мрачной. Разработкой игры руководит Яромир Плахи (Jaromír Plachý), а её саундтрек будет сочинён группой DVA. Официально об игре было объявлено 15 декабря 2020 года во время презентации Nintendo Indie World, а её выпуск намечен на осень 2021 года.
Выход игры состоялся 28 октября 2021 года на консоль Nintendo Switch и компьютеры под управлением Windows и macOS, а 2 февраля 2023 года игра вышла на системы iOS и Android.

## Отзывы критиков
| Сводный рейтинг       | Сводный рейтинг |
| Агрегатор             | Оценка          |
| --------------------- | --------------- |
| Metacritic            | (PC) 81/100     |
| OpenCritic            | 74/100          |
| Иноязычные издания    |                 |
| Издание               | Оценка          |
| Nintendo World Report | 7,5/10          |
| Shacknews             | 7/10            |

По данным агрегатора рецензий Metacritic, версия игры для персональных компьютеров получила в целом благоприятные отзывы.